# Ломазівські шари
Лома́зівські шари́ — геологічна пам'ятка природи місцевого значення.
Розташована на південно-західній околиці с. Ломазів Могилів-Подільського району Вінницької області (схили яру на березі р. Лядова, поблизу сільського кладовища). Оголошено відповідно до Рішення Вінницького облвиконкому від 17.11.1981 р. № 599 та від 29.08.1984 р. № 371. Охороняється стратотипічний розріз, сформований з алевритових піщаних відшарувань, складених з обособлених з лінз темно бурих і сірих пісковиків серед основної сланцевої маси слюдистих порід.